# Nicetas Pegonita
Nicetas Pegonita (en griego: Νικήτας Πηγουνίτης; fallecido después de 1057) fue un patricio  y estratego bizantino del Tema de Dirraquio a principios de 1018. En febrero de ese mismo año, repelió el ataque del zar búlgaro Iván Vladislav, que murió en batalla. En un panegírico de la hija de Pegonita (casada con el hermano del emperador Constantino X Ducas), el famoso escritor Miguel Pselo afirmó que el general de Dirraquio había derrotado a Iván Vladislav, contribuyendo así decisivamente a la conquista de Bulgaria por los bizantinos. Sin embargo, el informe de Miguel de Devol es más fiable, ya que informa que durante el duelo el zar búlgaro fue asesinado por dos soldados que acudieron en ayuda de Pegonita.
En 1033-1034, Pegonita fue nombrado gobernador del Tema de Baspracania para hacer frente a la presión de los Shaddádidas. Con la ayuda de un escuadrón de mercenarios varegos, logró recuperar la fortaleza de Perkri (en la orilla nororiental del lago de Van) y mató al emir local. Murió después de 1057.